# Toxostoma bendirei
El cuitlacoche piquicorto (Toxostoma bendirei) es una especie de ave paseriforme de la familia Mimidae propia del suroeste de Norteamérica.

## Descripción
El cuitlacoche piquicorto mide entre 23–28 cm de largo, tiene una larga cola y un pico ligeramente curvado hacia abajo. Su plumaje es de tonos pardo grisáceos, más claros y con un moteado más oscuro en las partes inferiores. Tiene la punta de la cola blanda y sus ojos son de un color amarillo intenso.
Es fácilmente confundible con el cuitlacoche piquicurvo por la similitud de la coloración de sus plumajes. El cuitlacoche piquicorto como indica su nombre tiene el pico más corto, pero aun así los juveniles de cuitlacoche piquicurvo pueden ser confundidos con el picicorto ya que su pico no ha crecido en su totalidad hasta la longitud de los adultos.

## Distribución y hábitat
El cuitlacoche piquicorto vive en desiertos con matorrales y los valles áridos del suroeste de Norteamérica, principalmente en la región comprendida entre Arizona, Nuevo México, el sur de California y el norte de la Sierra Madre Occidental de México.

## Comportamiento
El cuitlacoche piquicorto, como la mayoría de sus parientes, se alimenta de pequeños insectos terrestres. Construye nidos en forma de cuenco con ramitas, cuyo interior forra con hierba y raicillas. Generalmente lo sitúa sobre un cactus o un arbusto espinoso del desierto. La hembra pone de tres a cuatro huevos, que pueden variar de coloración entre el verde claro y el azul, con motas pardas y moradas.

## Taxonomía

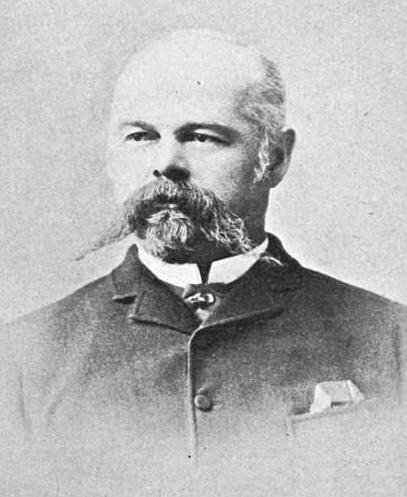
Charles Bendire

Fue descubierto el 28 de julio de 1872 por el teniente del ejército de EE. UU. Charles Bendire mientras paseaba por el desierto cerca de Fort Lowell, Arizona. Bendire era un ornitólogo aficionado y divisó un ave que no le era familiar. Disparó al ave, que resultó ser una hembra, y la envió al instituto Smithsoniano de Washington D. C.. Los restos del espécimen fueron examinados por Elliott Coues, y le desconcertaron. Consultó con varios colegas que pensaron que se trataba simplemente de una hembra de cuitlacoche piquicurvo, pero Coues no estuvo de acuerdo con ellos. Coues creía que era una nueva especie y se puso en contacto con Bendire para que le diera más información sobre el ave. Bendire contestó a Coues que también creía que se trataba de una nueva especie. Pronto el teniente Bendire envió un nuevo espécimen, un macho, e información detallada sobre sus hábitos y huevos, que eran diferentes de los del cuitlacoche piquicurvo. Finalmente Coues se convenció de que era una especie diferente y la describió científicamente dándole nombre en honor a Charles Bendire.